# Ceratomansa spinifrons
Ceratomansa spinifrons là một loài tò vò trong họ Ichneumonidae.